# Vieille-Brioude
Vieille-Brioude is een gemeente in het Franse departement Haute-Loire (regio Auvergne-Rhône-Alpes). De plaats maakt deel uit van het arrondissement Brioude. Vieille-Brioude telde op 1 januari 2022 1.245 inwoners.

## Geografie
De oppervlakte van Vieille-Brioude bedroeg op 1 januari 2022 27,7 vierkante kilometer; de bevolkingsdichtheid was toen 44,9 inwoners per km².

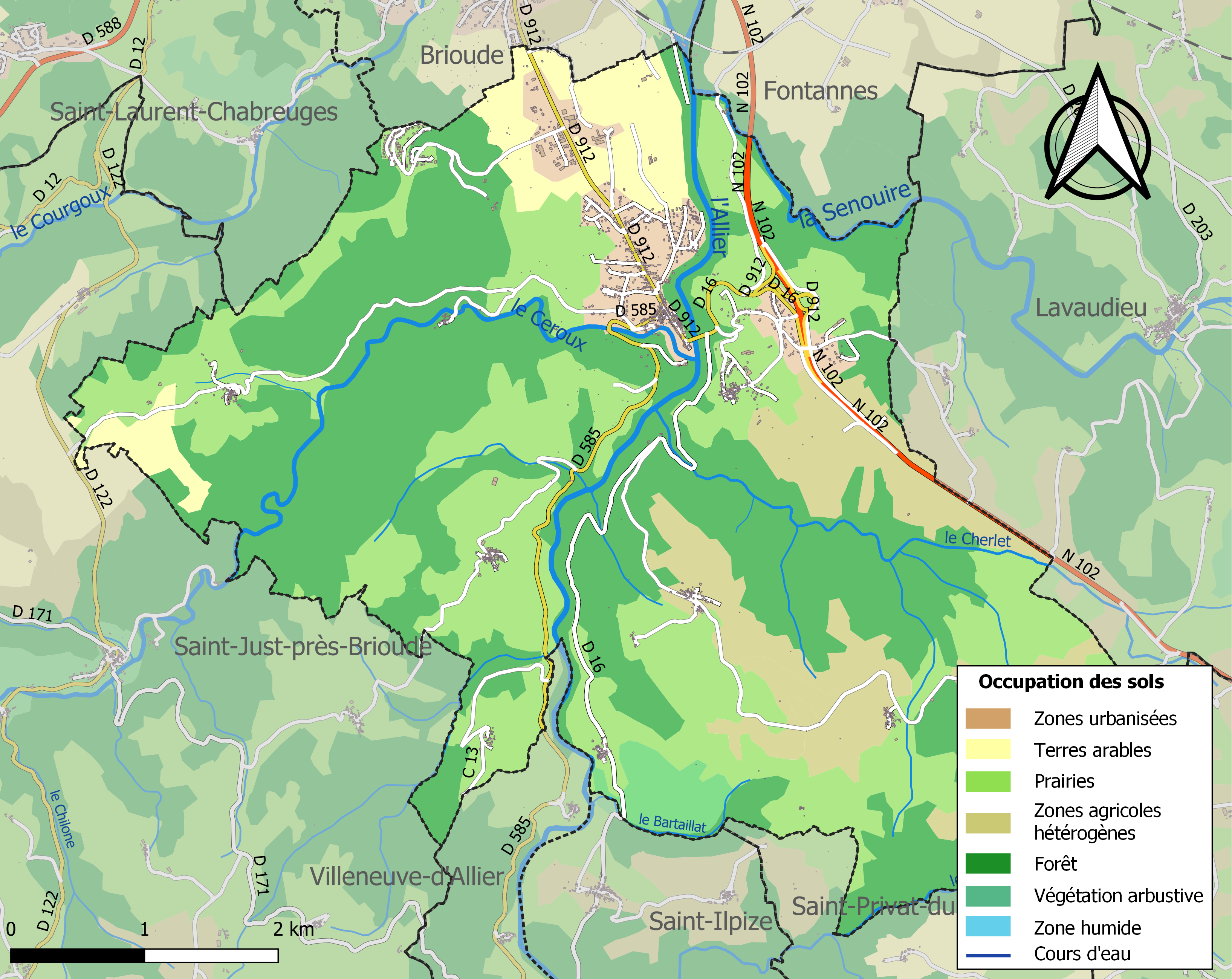
Kaart van de gemeente met de belangrijkste infrastructuur, bodemgebruik en omliggende gemeenten

## Demografie
Onderstaande figuur toont het verloop van het inwonertal (bron: INSEE-tellingen).